# ラーゴ (フロリダ州)
ラーゴ（Largo）は、アメリカ合衆国フロリダ州のピネラス郡にある都市。人口は8万2485人（2020年）。タンパ湾エリアにあり、郡庁所在地クリアウォーターの南に隣接している。
1905年の自治体設立時は純粋な農業地域であり、野菜、果物など栽培や牛、豚などの飼育が盛んであった。農地はホームステッド法によって計画的に配置され、碁盤の目のような規則正しい農道が建設された。1960年頃から住宅地への転換が進められ、人口が急増した。市内に大きな事業所はなく、クリアウォーターやセントピーターズバーグの郊外都市の性格が強い。

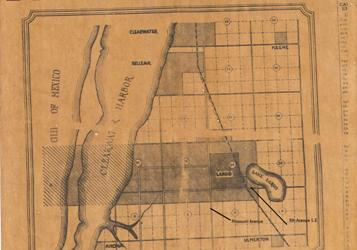
1925年の地図

高知県の香美市と姉妹都市の関係にある。